# Шаганов, Николай Ильич
Никола́й Ильи́ч (Исе́евич) Шага́нов (1809—1977) — русский писатель
, журналист, сотрудник «Владимирских» и «Нижегородских губернских ведомостей».

## Биография
Родился 12-го декабря 1809 г. в г. Коврове (Владимирской губ.), умер там же 11-го ноября 1877 г. Происходил из старого купеческого рода г. Коврова. Отец его, Илья Федорович, получил кое-какое образование, любил читать книги и даже собрал небольшую библиотеку из книг конца XVIII столетия и потому, когда несколько помещиков и чиновников устроили в Коврове школу для своих детей, он отдал в эту школу и своего сына. Каковы были успехи последнего в науках, неизвестно, однако немецкий язык он усвоил настолько хорошо, что мог читать в подлиннике Шиллера, сделавшегося его любимым писателем.
Дальнейшего образования Шаганов не получил. 16-ти лет он должен был уже помогать отцу в торговле красным товаром. Тем не менее, он продолжал читать довольно много, но преимущественно масонские книги. В конце 1820-х годов он познакомился с поэтом Полежаевым, так как полк, в котором служил поэт, был расквартирован тогда в Коврове. Знакомство с Полежаевым, разжалованным незадолго перед этим за побег из полка в солдаты, имело благотворное влияние на Шаганова, но оно было непродолжительно (около года), так как Полежаев вскоре был переведен на Кавказ. Поэт подарил Шаганову несколько собственноручных тетрадей с стихотворениями, между которыми было и ненапечатанное нигде стихотворение: «Мир создал Бог, но кто же создал Бога». К сожалению, тетради эти были утеряны.
В средине 1830-х годов Шаганов поступил на службу при винных откупах и вскоре дослужился до управляющего уездом. В 1843 г. он переехал по делам своей службы в Суздаль, где познакомился с архимандритом Спасо-Евфимиева монастыря, с которым часто беседовал о предметах древности, которыми так богат Суздаль. Под влиянием этих бесед и началась вероятно тогда его литературная деятельность. Через 6 лет он должен был переехать в г. Горбатов (Нижегородской губ.), а оттуда в некоторые другие города. Подобные переезды продолжались до тех пор, пока откупа не были уничтожены. Тогда он поселился в Нижнем Новгороде, а в 1870 г. переехал в свой родной Ковров, где и умер 11-го ноября 1877 г. Вследствие постоянных переездов Шаганов не мог особенно много заниматься литературными трудами, тем не менее, он написал целый ряд статей, представляющих ценный материал для истории Владимирской и Нижегородской губ., так как они составлены на основании тщательного и добросовестного изучения архивных документов.

## Творчество
Вот список его трудов:
- «Стародуб, или нынешний Кляземский город» («Москвитянин», 1844 г., ч. 4, № 7, стр. 178; «Владимирские губернские ведомости», 1844 г., № 33; «Нижегородские губернские ведомости» 1847 г., № 40);
- «Князья Ковровы» («Владимирские Губ. Вед.», 1845 г., № 26; «Нижегородские губернские ведомости», 1847 г., № 41);
- «Курган стана Батыева» («Северная Пчела», 1846, № 180; «Нижегородские губернские ведомости», 1847, № 68);
- «О древних гробницах в Суздале» («Нижегородские губернские ведомости», 1847, № 40);
- «Кидекша, местечко» («Нижегородские губернские ведомости», № 68);
- «Горбатов» («Владимирские губернские ведомости», 1848, № 5);
- «Начало Суздаля и Кидекши. Челобитная архиепископа Стефана Суздальского. Гробницы в Кидекше. Колокол Нижегородского Печерского монастыря» («Владимирские губернские ведомости», 1848, № 23);
- «Город Меленки в историческом и статистическом отношениях» («Владимирские губернские ведомости», 1852 г., № 31);
- «О том, что в селе Спас-Куксе, Суздальского уезда (ныне село Сербилово), находился Покровский девичий монастырь» («Владимирские губернские ведомости», 1853 г., № 37);
- «Г. Александров» («Владимирские губернские ведомости», 1854 г., № 5);
- «С берега реки Клязьмы» («Владимирские губернские ведомости», 1871 г., № 44).

Он также занимался собиранием материалов для описания древней Александровской слободы и города Александрова, для чего просил через редакцию «Владимирских Губ. Ведомостей» присылать ему имеющиеся акты и данные по этому вопросу, но труд этот остался неоконченным.